# Solo Piano
Pour les articles homonymes, voir Solo Piano (homonymie).
Albums de Chilly Gonzales
Z
(2003) From Major to Minor
(2006)
Solo Piano est un album instrumental du pianiste Chilly Gonzales sorti en 2004, sur le label No Format!,.
Le morceau Dot a été utilisé pour la bande-son du film Je crois que je l'aime de Pierre Jolivet sorti en 2007. Ce titre est également le générique de l'émission de radio Hors-Champs présentée par Laure Adler sur France Culture. Le morceau Gogol a été utilisé pour la pub de B for Bank et du film Paris, je t'aime, séquence Montmartre de Bruno Podalydès.
Chilly Gonzales a enregistré ces morceaux un peu « par accident », alors qu'il était en studio pour d'autres projets. Après le succès inattendu de cet album, une suite intitulée Solo Piano II est sortie en 2012, puis Solo Piano III  en 2018.

## Liste des titres
1. Gogol
2. Manifesto
3. Overnight
4. Bermuda Triangle
5. Dot
6. Armellodie
7. Carnivalse
8. Meischeid
9. Paristocrats
10. Gentle Threat
11. The Tourist
12. Salon Salloon
13. Oregano
14. Basmati
15. C.M Blues
16. One Note At A Time